# Christian Schwokowski

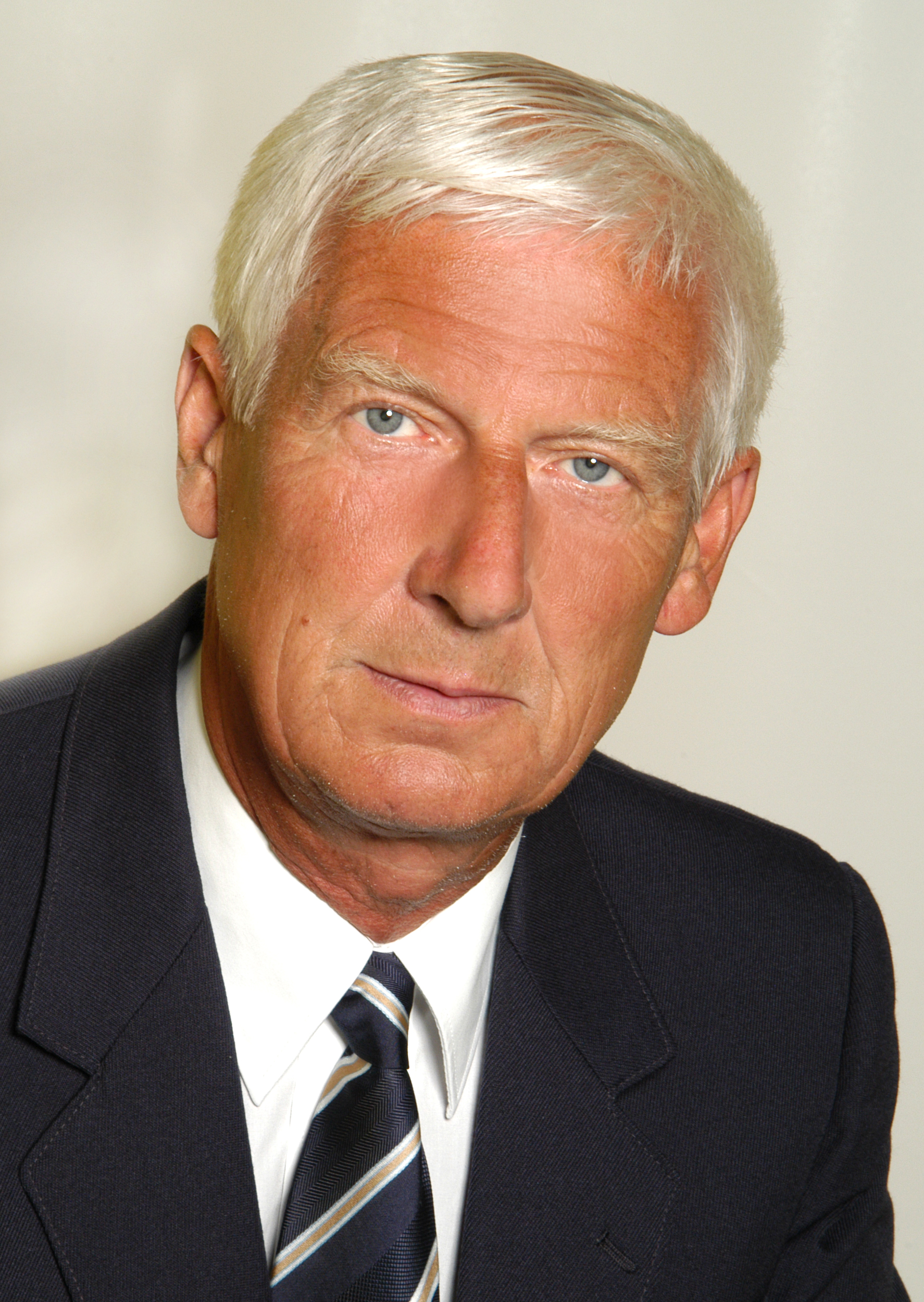
Christian Schwokowski

Christian Schwokowski (* 15. Februar 1941 in Lötzen, Ostpreußen) ist ein deutscher Viszeralchirurg, Medizinhistoriker und Hochschullehrer der Universität Leipzig.

## Leben
Bei den ersten Vorstößen der Roten Armee nach Ostpreußen im Herbst 1944 floh die Familie nach Sachsen-Anhalt. 1946 wurde Schwokowski in Meseberg eingeschult. Nach dem Abitur in Osterburg (Altmark) studierte er Vorklinik an der Friedrich-Schiller-Universität Jena. Nach dem Physikum wechselte er an die Medizinische Akademie Erfurt, an der er 1964 das Medizinische Staatsexamen bestand. Mit einer Doktorarbeit bei Werner Usbeck wurde er im selben Jahr zum Dr. med. promoviert. Nach der Pflichtassistentenzeit bei Gerhart Jorns in Arnstadt war er ein Jahr lang Betriebsarzt eines Ambulatoriums in Bischofferode (Am Ohmberg).
1965 begann er die chirurgische Facharztausbildung in Weimar. Schon damals wissenschaftlich engagiert, ging er 1968 zu Werner Kothe im Universitätsklinikum Leipzig. Zu seinen Lehrern gehörte Helmut Wolff. Seit 1969 Facharzt, widmete er sich vor allem der tierexperimentellen und klinischen Pankreaschirurgie. 1983 erfolgte die Promotion B. Im selben Jahr ging er als Associate Professor an das Gondar College of Medical Sciences (Universität Gondar) in Äthiopien. 1984 zurückgekehrt, erhielt er die Venia legendi. Als Oberarzt arbeitete er auch unter Kothes Nachfolger Siegfried Kiene. Im selben Jahr wurde er zum außerordentlichen Dozenten ernannt. Mit Friedrich Götz (Grevenbroich) führte er 1992 die in Leipzig erste endoskopische Cholezystektomie in minimal-invasiver Technik aus. Schwokowski war 1992/93 kommissarischer Klinikdirektor und wurde 1993 zum apl. Professor und 1994 zum C3-Professor ernannt. Im Herbst 1992 wurde er von der Fakultäts- und Universitätsleitung als stellvertretender Klinikdirektor berufen. Einige Jahre saß er im Fakultätsrat.
In den 1980er Jahren wandte Schwokowski sich der Geschichte seiner Klinik zu, die er 1988 mit Kiene in einer Monografie veröffentlichte. Zu Ehren der früheren Lehrstuhlinhaber Friedrich Trendelenburg und Herbert Uebermuth richtete er 1994 und 2000 Symposien aus. Schwokowski wurde 2006 emeritiert und war noch bis 2009 Mitglied der Prüfungskommission seines Fachgebietes bei der Sächsischen Landesärztekammer. 2009 operierte er noch im Klinikum von Dölau (Halle). Wie in seinem 2015 erschienenen Buch befasst er sich in Lesungen und Vorträgen mit der Geschichte der Chirurgie an der Universität Leipzig.

## Publikationen
- Friedrich Trendelenburg 1844–1924: Reminiszenzen zum 150. Geburtstag. Steinkopff Verlag, Darmstadt 1994.
- als Herausgeber mit Manfred Schönfelder: Herbert Uebermuth 1901–1980. Leben und Werk eines Chirurgen. Lieback, Leipzig 2001.
- Friedrich Trendelenburg 1844–1924, in: G. Wiemers (Hg.): Sächsische Lebensbilder, Bd. 5., Sächsische Akademie der Wissenschaften 2003.
- Erwin Payr 1871–1946, in: Gerald Wiemers (Hg.): Sächsische Lebensbilder, Bd. 6, Sächsische Akademie der Wissenschaften 2009.
- Überliefertes, Erlebtes und Erkenntnisse – Reflexionen zur Chirurgie an der Universität Leipzig. Leipziger Universitätsverlag 2015, ISBN 978-3-86583-943-5.

## Ehrungen
- Siegel der Deutschen Gesellschaft für Chirurgie (2020)[7]
- Hermann-Eberhard-Friedrich-Richter-Medaille der Sächsischen Landesärztekammer[8]